# Joc final (Star Trek: Voyager)
„Joc final” (titlu original: „Endgame”) este un episod cu două părți din al șaptelea sezon (și ultimul) al serialului TV american științifico-fantastic Star Trek: Voyager și al 171-lea și al 121-lea episod în total. Este penultimul și ultimul episod al serialului Star Trek: Voyager.  A avut premiera la 23 mai 2001 pe canalul UPN.

## Prezentare
Într-un viitor alternativ, în care a durat 23 de ani ca Voyager să ajungă acasă, Amiralul Janeway pune la cale un plan de a schimba istoria. Atunci când echipajul se angajează într-o confruntare finală cu rasa Borg, cele două Janeway implementează un plan riscant de a distruge unul dintre cele șase Noduri Borg de Transwarp din galaxie și, în același timp, de a depăși pragul transwarp pentru a ajunge acasă.

## Actori ocazionali
- Alice Krige – Borg Queen
- Dwight Schultz – Reginald Barclay
- Vaughn Armstrong – Korath
- Manu Intiraymi – Icheb
- Lisa Locicero – Ensign Miral Paris
- Miguel Perez – Physician
- Grant Garrison – Cadet
- Amy Lindsay – Lana
- Matthew James Williamson – Klingon
- Iris Bahr – Female Cadet
- Ashley Sierra Hughes – Sabrina Wildman
- Richard Herd – Admiral Owen Paris
- Tracey Kimball – Starfleet Cadet #3 (nemenționat)
- Joey Sakata – Engineering N.D.
- Richard Sarstedt – Starfleet Admiral
- May Wang – Starfleet Cadet (nemenționat)

## Nuvelizare
O nuvelizare a episodului "Endgame" a fost scrisă de Diane Carey și a fost publicată în 2002. Unele episoade conexe Star Trek au fost de asemenea nuvelizate, inclusiv episodul pilot Star Trek: Voyager "Caretaker", care a fost lansat ca un roman cu 278 de pagini numit Caretaker; și ca o carte vorbită în 1995 de Simon & Schuster.
Alte două romane bazate pe întoarcerea acasă a navei Voyager' sunt Homecoming și The Farther Shore, ambele scrise de Christie Golden.